# Hari Rud
A Hari Rud (Harīrūd, türkménül: Tejen, latinul: Arius) folyó Közép-Ázsiában.

## Leírása
A folyó Afganisztán középső részén, a Hindukus-hegység szélén, a Selseleh-ye Kūh-e Bābā vonulatának nyugati lejtői mentén ered, becsült hossza 1100 km.
A Hari Rud átlagos évi vízhozama körülbelül 55 m³/s, de egy 1939-es tavaszi árvíz idején a vízhozam elérte az 1090 m³/s-ot is. 2000-ben viszont a folyó egy 10 hónapos szárazságot követően teljesen kiszáradt.
A folyó először nyugati irányba folyik elhaladva Chaghcharān és az ősi város, Herát mellett (melyről a nevét is vette). Herát után északnyugati, majd északi irányba fordul, és az afgán-iráni, utána az iráni-türkmén határt alkotja.
Türkmenisztánba érkezése után a folyót Tejen néven nevezik, itt egy oázis után a Kara-kum sivatag pusztaságába vész.
A Hari Rud vizét öntözésre használják, a folyó öntözi Afganisztán megművelt termőföldjeinek nagy részét.

## Története
A folyót már az Aveszta is említi. Az első évszázadokban, a buddhizmus elterjedésének idején a folyó partja mentén a sziklás hegyoldalban kézzel faragott buddhista kolostor állt. A mesterséges barlangok a buddhista szerzetesek mindennapi életéről tanúskodtak.